# Веб-камера Джомолунгмы

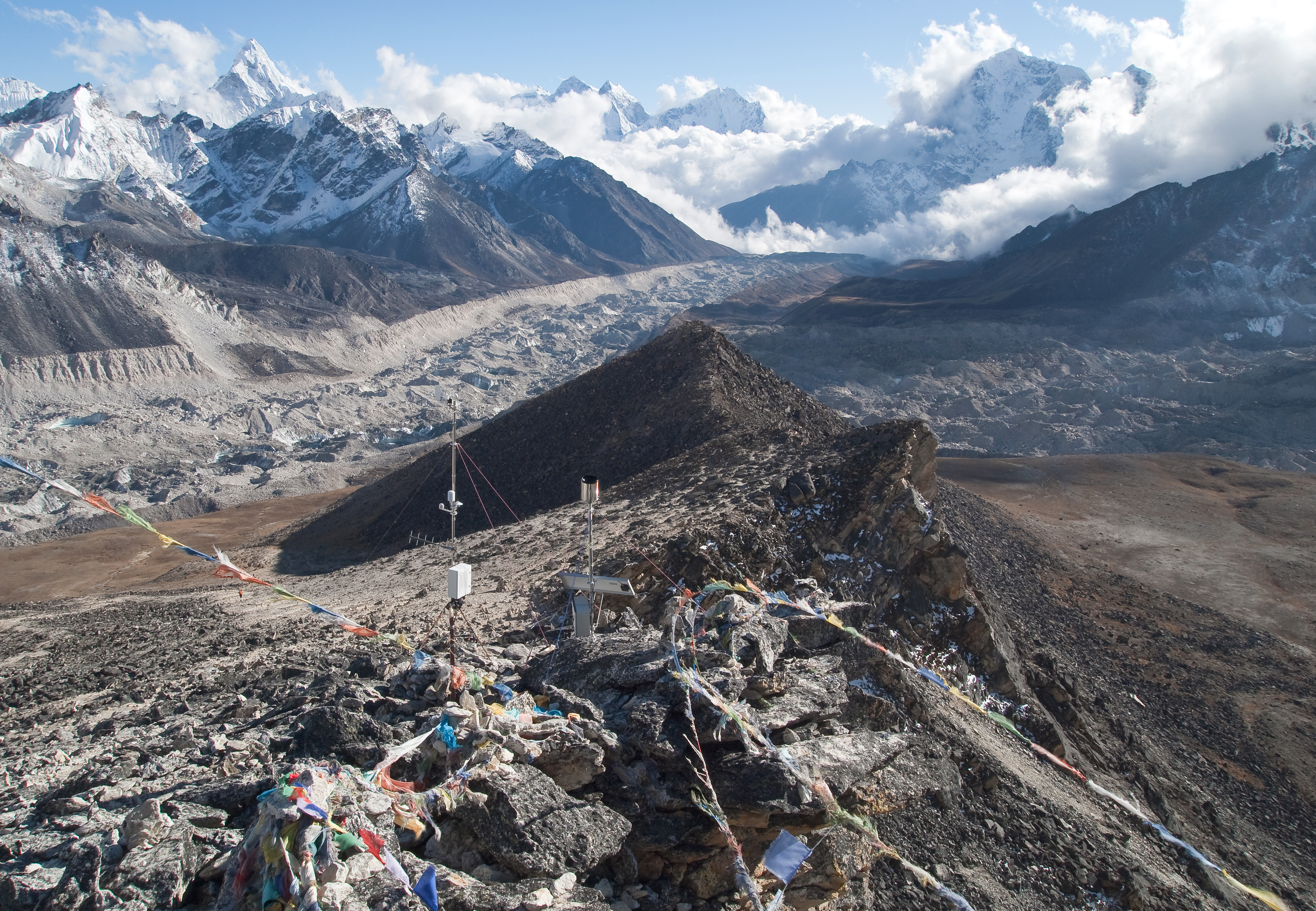
Гора Кала-Патхар, на которой расположена веб-камера

Веб-камера Джомолунгмы — видеокамера, расположенная на горе Кала-Патхар на высоте 5675 метров (по другим данным — на высоте 5643 метров) над уровнем моря и направленная на вершину горы Джомолунгма; является самой высокоустановленной веб-камерой в мире.
Была установлена итальянскими учёными 17 мая 2011 года в рамках исследовательского проекта Everest Share 2011, изучающего глобальное изменение климата; работает совместно с погодной станцией Джомолунгмы, расположенной на высоте 8000 метров над уровнем моря.
Камера была произведена немецкой фирмой Mobotix, модель типа M-12. Питание осуществляется напрямую от солнечной батареи, поэтому камера работает лишь в течение светового дня — с 6 часов 30 минут до 17 часов 30 минут по местному времени. Нижний температурный предел работы камеры — –30°С. Видео, снимаемое камерой, беспроводным путём передаётся в  расположенную на склоне Джомолунгмы на высоте 5050 метров над уровнем моря лабораторию-обсерваторию Ev-K2-CNR Pyramid, где анализируется и затем отправляется в Италию для дальнейшей обработки.
С 17 мая 2011 года по 2015 год являлась самой высоко расположенной работающей веб-камерой в мире, «отобрав» это звание у камеры горы Аконкагуа (Аргентина), работающей на высоте 4389 метров над уровнем моря. Последнее переданное изображение датируется 9 ноября 2015 года.